# Commelina mensensis
Commelina mensensis är en himmelsblomsväxtart som beskrevs av Georg August Schweinfurth. Commelina mensensis ingår i släktet himmelsblommor, och familjen himmelsblomsväxter.
Artens utbredningsområde är Eritrea. Inga underarter finns listade.